# Сун Пін
Сун Пін (кит. спр. 宋平, піньїнь: Sòng Píngупр. 宋平, піньінь Song Ping ; (квітень 1917 , Ju Countyd, Shantungd )) — китайський політичний і партійний діяч, представник другого покоління лідерів КНР. Член посткому Політбюро ЦК КПК з 1989 по 1992 рік, член Політбюро з 1987 року, в 1987—1989 роках завідувач Організаційного відділу ЦК, в 1983—1988 роках член Держради КНР і в 1983—1987 роках глава Держплану КНР (заступник голови з 1981 року). У 1977-81 роках партійний лідер пров. Ганьсу, одночасно в 1977-79 роках її губернатор.
Член КПК з 1937, член ЦК КПК з 1977 по 1992, член Політбюро ЦК КПК 13-го скликання і з 1989 року член його постійного комітету.
Був давнім політичним союзником Ден Сяопіна і називається важливим покровителем Ху Цзіньтао та близьких до нього. Колишній секретар Чжоу Еньлая. Поряд із Сун Женьцюном і Deng Yingchao, Сун Пін довгий час вважався одним із видатних «революційних старійшин» Китаю (geming yuanlao), що чинили значний вплив «через лаштунки». Його вплив на вищу політику зберігався до ранніх 2000-х.

## Біографія
Закінчив хімфак Університету Цінхуа.
У пізніх 30-х (згідно з іншим джерелом — вже в 40-х) навчався в ЦПШ та Інституті марксизму-ленінізму в Яньані. У середині 1940-х був політичним секретарем Чжоу Еньлая.
У пізніх 50-х став заступником голови Держплану. У 1960-х на нього була покладена відповідальність за Third Front (China).
У роки Культурної революції був активним у провінції Ганьсу.
У 1977-81 роках партійний лідер пров. Ганьсу, одночасно у 1977-79 роках її губернатор.
З 1981 зам., в 1983—1987 роках глава Держплану КНР і в 1983 -1988 роках член Держради КНР.
У 1987—1989 pp. завідувач Орготделом ЦК КПК. З червня 1989 р член ПК Політбюро ЦК КПК. З 1992 у відставці.
Був членом Постійного комітету Президії 16-го, 17-го та 18-го з'їздів КПК.
Як голова Ганьсу, став першим «ментором» Ху Цзіньтао. Сприяв просуванню Вень Цзябао, згодом Прем'єра Держради КНР. Його особистим секретарем був Zhang Xuezhong (politician).
Дружина — Chen Shunyao.
Член постійного комітету президії 20-го з'їзду КПК у 2022 році.